# Clark Terry

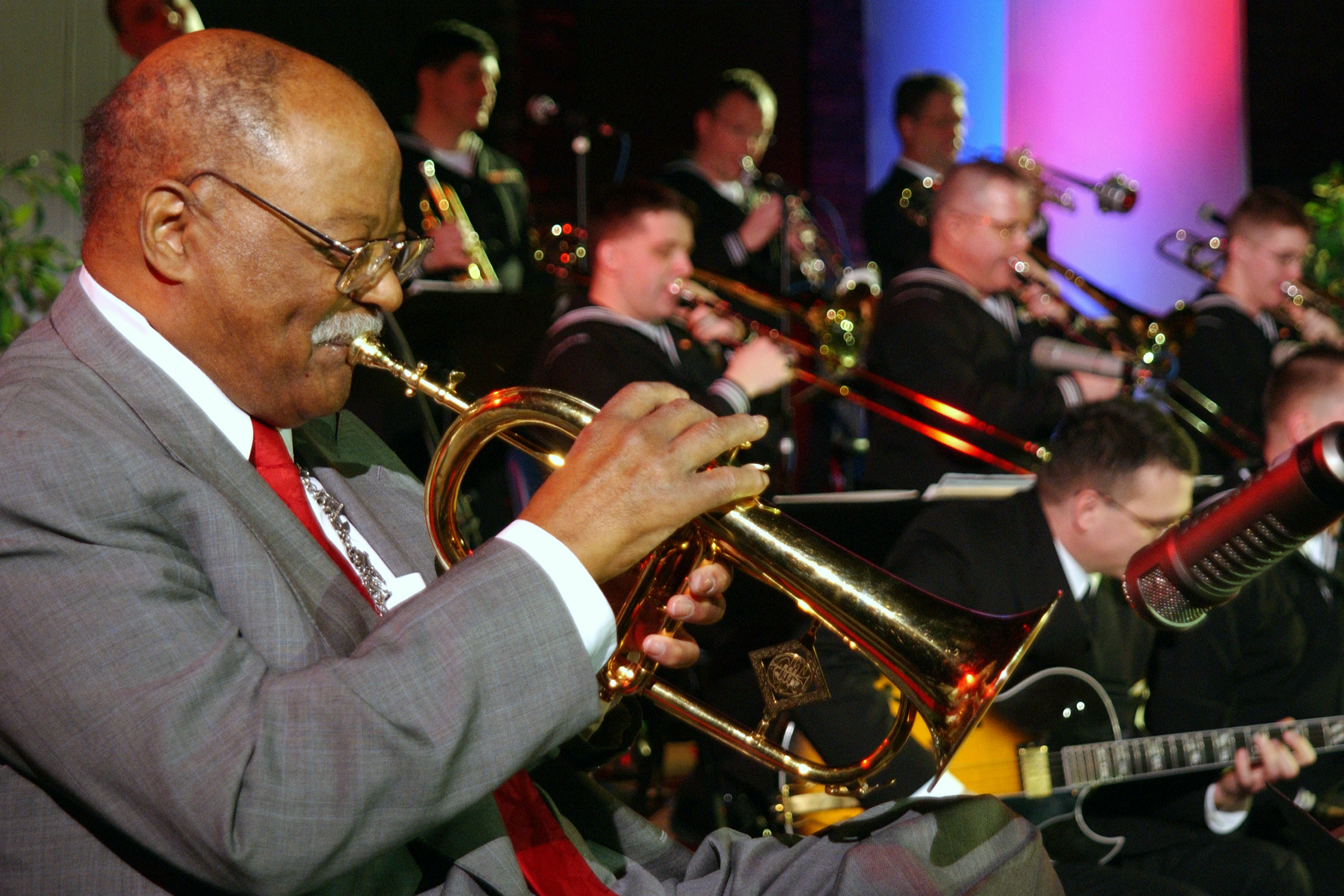
Clark Terry durant un concert amb el seu fliscorn de pistons.

Clark Terry (Saint Louis, Missouri, 14 de desembre de 1920 - 21 de febrer de 2015) fou un trompetista de jazz estatunidenc.
En el seu període militar, va estar amb les orquestres de Charlie Barnet i Quincy Jones, entre altres grans mestres. Després va estar en la primera fila en menudes orquestres de jazz, destacant en el seu instrument. Finalment, en la dècada de 1940 va tenir la seua pròpia orquestra de jazz. També va posseir habilitat musical en el fliscorn (un instrument musical semblança al bugle). Va escriure llibres sobre la seua vida, d'història de la música i com tocar la trompeta.

## Obra

### Discografia
Enregistraments com a Líder:
- Clark Terry with Quentin Jackson/Martial Solal/Kenny Clarke (Disques Swing, 1955)
- Introducing Clark Terry (EmArcy, 1955)
- Serenade to a Bus Seat (Riverside/OJC, 1957)
- Duke with a Difference (Riverside/OJC, 1957)
- In Orbit (with Thelonious Monk, Riverside/OJC, 1958)
- Out on a Limb with Clark Terry (Argo, 1958)
- Top and Bottom Brass feat. Don Butterfield (Riverside/OJC, 1959)
- Paris (Swing, 1960)
- Color Changes (Candid, 1960)
- Everything's Mellow (Prestige, 1961)
- Mellow Moods (Prestige, 1961)
- All American (Prestige, 1962)
- Plays the Jazz Version of "All American" (Moodsville, 1962)
- The Night Life (Mood, 1962)
- Clark Terry & Bob Brookmeyer (Verve, 1962)
- More (Cameo, 1963)
- Tread Ye Lightly (Cameo, 1963)
- What Makes Sammy Swing (20th Century, 1963)
- The Happy Horns of Clark Terry (Impulse!, 1964)
- The Power of Positive Swinging (Mainstream, 1964)
- Live 1964 (Emerald, 1964)
- Quintet (Mainstream, 1964)
- Tonight (Mainstream, 1964)
- Clark Terry Tonight (Mainstream, 1964)
- Oscar Peterson Trio Plus One Clark Terry (Mercury, 1964)
- Spanish Rice (Impulse!, 1966)
- Gingerbread Men (Mainstream, 1966)
- Mumbles (Mainstream, 1966)
- Angyumaluma Bongliddleany Nannyany Awhan Yi! (Mainstream, 1966)
- It's What's Happenin' (Impulse!, 1967)
- Music in the Garden (Jazz Heritage, 1968)
- At the Montreux Jazz Festival (Polydor, 1969)
- Live on 57th Street (Big Bear, 1969)
- Big B-A-D Band In Concert, Live 1970... (EToile, 1970)
- Live at the Wichita Jazz Festival (Vanguard, 1974)
- Clark Terry and His Jolly Giants (Vanguard, 1975)
- Live at the Wichita Jazz Festival (Vanguard, 1975)
- Clark Terry's Big B-A-D Band Live at Buddy's... (Vanguard, 1976)
- Live at the Jazz House (Pausa, 1976)
- Wham (BASF, 1976)
- Squeeze Me (Chiaroscuro, 1976)
- The Globetrotter (Vanguard, 1977)
- Out of Nowhere (Bingow, 1978)
- Brahms Lullabye (Amplitude, 1978)
- Funk Dumplin's (Matrix, 1978)
- Clark After Dark (MPS, 1978)
- Mother______! Mother______! (Pablo, 1979)
- Ain't Misbehavin' (Pablo, 1979)
- Live in Chicago, Vol. 1 (Monad, 1979)
- Live in Chicago, Vol. 2 (Monad, 1979)
- Memories of Duke (Pablo/OJC, 1980)
- Yes, the Blues (Pablo/OJC, 1981)
- To Duke and Basie (Rhino, 1986)
- Jive at Five (Enja, 1986)
- Metropole Orchestra (Mons, 1988)
- Portraits (Chesky, 1988)
- The Clark Terry Spacemen (Chiaroscuro, 1989)
- Locksmith Blues (Concord Jazz, 1989)
- Having Fun (Delos, 1990)
- Live at the Village Gate (Chesky, 1990)
- Live at the Village Gate: Second Set (Chesky, 1990)
- What a Wonderful World: For Lou (Red Baron, 1993)
- Shades of Blues (Challenge, 1994)
- Remember the Time (Mons, 1994)
- With Pee Wee Claybrook & Swing Fever (D' Note, 1995)
- Top and Bottom Brass'[' (Chiaroscuro, 1995)
- Reunion (D'Note, 1995)
- Express (Reference, 1995)
- Good Things in Life (Mons, 1996)
- Ow (E.J.s) 1996)

- Alternate Blues (Analogue, 1996)

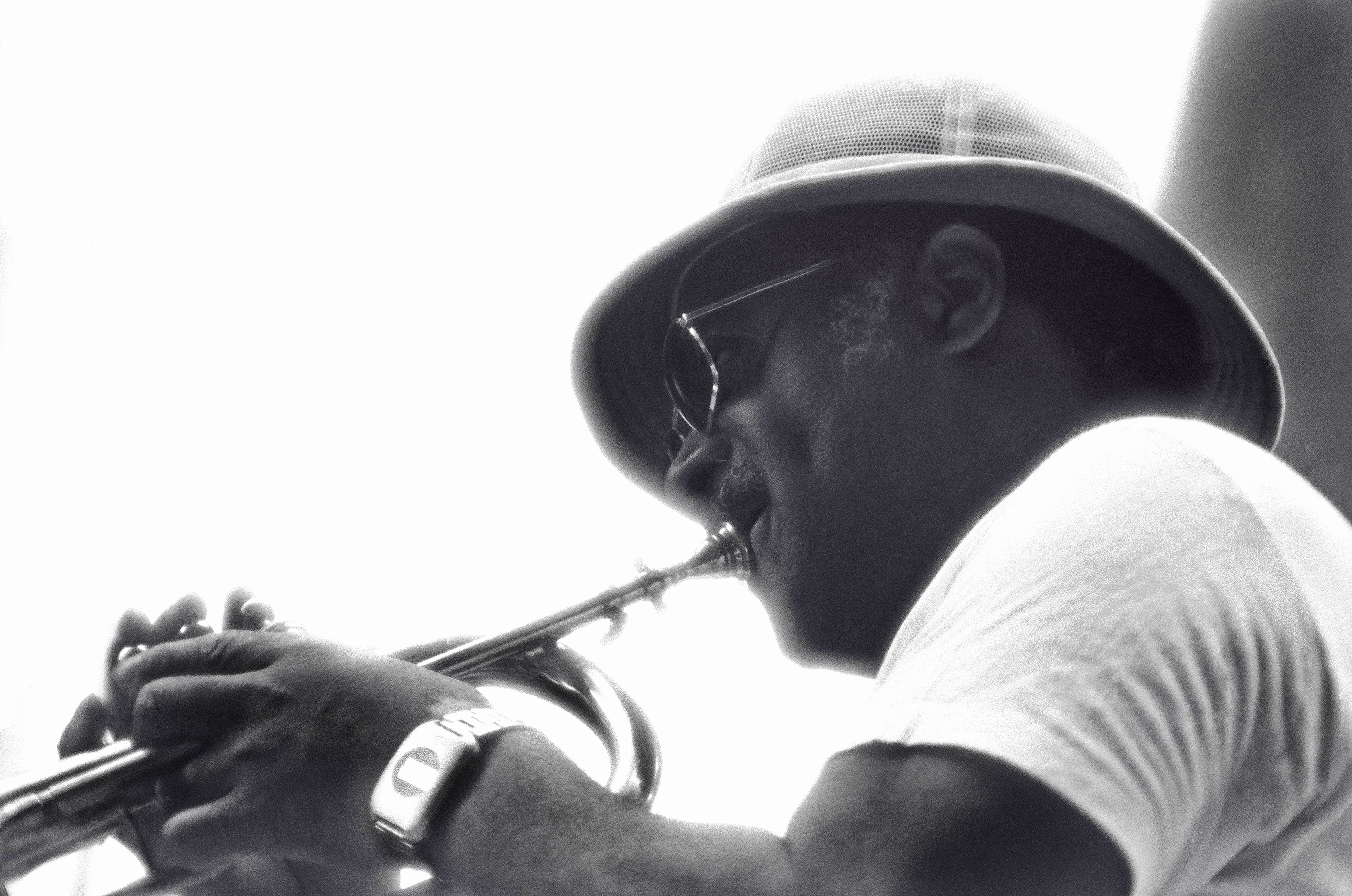
Nova York 1976.

- Ritter der Ronneburg, 1998 (Mons, 1998)
- Living Worship Let's Worship (Newport, 1999)
- One on One (Chesky, 2000)
- A Jazz Symphony (Centaur, 2000)
- Herr Ober: Live at Birdland Neuburg (Nagel-Heyer, 2001)
- Live on QE2 (Chiaroscuro, 2001)
- Jazz Matinee (Hänssler, 2001)
- The Hymn (Candid, 2001)
- Clark Terry and His Orchestra Featuring Paul Gonsalves [1959] (Storyville, 2002)
- Live in Concert (Image, 2002)
- Flutin' and Fluglin (Past Perfect, 2002)
- Friendship (Columbia, 2002)
- Live! At Buddy's Place (Universe, 2003)
- Live at Montmarte June 1975 (Storyville, 2003)
- George Gershwin's Porgy & Bess (A440 Music Group, 2004)
- Live at Marian's with the Terry's Young Titan's of Jazz (Chiaroscuro, 2005)

### Llibres
- Let's Talk Trumpet: From Legit to Jazz
- Interpretation of the Jazz Language
- Clark Terry's System of Circular Breathing for Woodwind and Brass Instruments